# Birgit Prinz
Birgit Prinz (Frankfurt, 1977. október 25. –) német válogatott labdarúgó játékos, a Női labdarúgó-világbajnokság összesített góllövőlistájának második helyezettje 14 góllal.

## Pályafutása

### Klubcsapatokban
Prinz az NSZK-ban, Frankfurtban született, szakképzett gyógytornász.
Karrierje során egy rövid amerikai kitérő kivételével az 1. FFC Frankfurt csapatában szerepelt.
Az év női labdarúgójának választották 2003-ban, 2004-ben és 2005-ben, és Az év német női labdarúgója volt 2001 és 2008 között minden évben.

### A válogatottban
Hét gólt szerzett a német-válogatottban a 2003-as női labdarúgó-világbajnokságon középcsatárként, és játszott a német női labdarúgó-válogatottban a 2004. évi nyári olimpiai játékokon.
Egyike annak a három német női labdarúgónak, akik több mint 150 válogatottsággal rendelkeznek; 2007. szeptember 26-án összesen 170 nemzetközi fellépéssel rendelkezett. 
2007. szeptember 17-én a Japán elleni mérkőzésen minden idők legjobb góllövőjévé vált a női labdarúgó-világbajnokságok történetében 13 találattal a világbajnoki mérkőzésein.
2003-ban Prinznek egy ajánlatot tett Luciano Gaucci, az AC Perugia elnöke, aki azt akarta, hogy aláírjon hozzá a keretbe. Ő lehetett volna az első nő, aki játszik egy hivatásos férfi bajnokságban, az olasz Serie A-ban, azonban elutasította az ajánlatot.
2011. augusztus 12-én hivatalosan bejelentette visszavonulását. Jelenleg a TSG 1899 Hoffenheim női és férfi csapatának sportpszichológusa.

## Sikerei

### A  válogatottban
Németország
- Világbajnok (2): 2003, 2007
- Európa-bajnok (5): 1995, 1997, 2001, 2005, 2009
- Olimpiai bronzérmes (3): 2000, 2004, 2008

### Egyéni
- Az év játékosa (1): 2016
- FIFA Az év labdarúgója (3): 2003, 2004, 2005